# Elisabetta di Danimarca
Elisabetta di Danimarca (14 ottobre 1524 – Gedser, 15 ottobre 1586) è stata una principessa danese, figlia maggiore del re Federico I di Danimarca e della sua seconda moglie Sofia di Pomerania. Tramite matrimonio divenne anche duchessa, prima di Meclemburgo-Schwerin e poi di Meclemburgo-Güstrow.

## Biografia
Allevata presso la corte reale danese del suo fratellastro Cristiano III di Danimarca e descritta come di una bellezza straordinaria («Mai nella mia vita ho visto una fanciulla tanto bella e di buone maniere», scriveva l'ambasciatore inglese Robert Barnes al suo signore nel 1542), si fidanzò nel 1542 col duca Magnus III di Meclemburgo-Schwerin (4 luglio 1509 - 28 gennaio 1550), che era anche vescovo di Schwerin, sposandolo il 26 agosto 1543 a Kiel. Dopo 7 anni di matrimonio senza figli, rimasta vedova, tornò di nuovo in Danimarca.
Si sposò in seconde nozze il 14 febbraio 1556 col duca Ulrico III di Meclemburgo-Güstrow, cugino del suo precedente marito e suo successore alla cattedra episcopale di Schwerin. La sua unica figlia, Sofia di Meclemburgo-Güstrow andò in sposa al re di Danimarca Federico II. Il suo rapporto con Ulrico è descritto come felice. È interessante notare che Elisabetta era cugina della nonna di lui, Elisabetta di Danimarca, figlia di re Giovanni di Danimarca.
Elisabetta fece frequenti visite alla corte reale danese, e anche alla sua ex cognata, la regina Dorotea. Dopo che sua figlia divenne regina di Danimarca nel 1572, le sue visite si fecero sempre più frequenti. È descritta come gentile, sensibile, religiosa e pratica. Era attiva anche nel Mecklenburg-Güstrow: ha ricostruito chiese a Güstrow e Dobberan, e fu protettrice di ospedali e conventi.
Morì il 15 ottobre 1586 a Gedser, durante il viaggio di ritorno dalla Danimarca, poco dopo aver visitato con il marito Tycho Brahe a Ven. Il suo corpo fu portato in Meclemburgo, nella cattedrale di Güstrow, dove è sepolta col marito e la seconda moglie di lui, Anna di Pomerania.

## Ascendenza
|                                 |                              |                                   | Genitori                                  |  |  | Nonni |  |  | Bisnonni              |  |  | Trisnonni                |  |
|                                 |                              |                                   |                                           |  |  |       |  |  | Dietrich di Oldenburg |  |  | Cristiano V di Oldenburg |  |
|                                 |                              |                                   |                                           |  |  |       |  |  | Dietrich di Oldenburg |  |  | Cristiano V di Oldenburg |  |
|                                 |                              | Agnese di Holstein-Heringen       |                                           |  |  |       |  |  | Dietrich di Oldenburg |  |  |                          |  |
| Cristiano I di Danimarca        |                              |                                   |                                           |  |  |       |  |  | Dietrich di Oldenburg |  |  |                          |  |
|                                 |                              | Edvige di Schauenburg             | Gerardo VI di Schleswig-Holstein          |  |  |       |  |  |                       |  |  |                          |  |
|                                 |                              | Edvige di Schauenburg             | Gerardo VI di Schleswig-Holstein          |  |  |       |  |  |                       |  |  |                          |  |
|                                 |                              | Edvige di Schauenburg             | Caterina Elisabetta di Brunswick-Lüneburg |  |  |       |  |  |                       |  |  |                          |  |
| Federico I di Danimarca         |                              | Edvige di Schauenburg             |                                           |  |  |       |  |  |                       |  |  |                          |  |
|                                 |                              | Giovanni l'Alchimista             | Federico I di Brandeburgo                 |  |  |       |  |  |                       |  |  |                          |  |
|                                 |                              | Giovanni l'Alchimista             | Federico I di Brandeburgo                 |  |  |       |  |  |                       |  |  |                          |  |
|                                 |                              | Giovanni l'Alchimista             | Elisabetta di Baviera-Landshut            |  |  |       |  |  |                       |  |  |                          |  |
| Dorotea di Brandeburgo-Kulmbach |                              | Giovanni l'Alchimista             |                                           |  |  |       |  |  |                       |  |  |                          |  |
|                                 |                              | Barbara di Sassonia-Wittenberg    | Rodolfo III di Sassonia-Wittenberg        |  |  |       |  |  |                       |  |  |                          |  |
|                                 |                              | Barbara di Sassonia-Wittenberg    | Rodolfo III di Sassonia-Wittenberg        |  |  |       |  |  |                       |  |  |                          |  |
|                                 |                              | Barbara di Sassonia-Wittenberg    | Barbara di Legnica                        |  |  |       |  |  |                       |  |  |                          |  |
| Elisabetta di Danimarca         |                              | Barbara di Sassonia-Wittenberg    |                                           |  |  |       |  |  |                       |  |  |                          |  |
|                                 | Eric II di Pomerania-Wolgast | Vartislao IX di Pomerania-Wolgast |                                           |  |  |       |  |  |                       |  |  |                          |  |
|                                 | Eric II di Pomerania-Wolgast | Vartislao IX di Pomerania-Wolgast |                                           |  |  |       |  |  |                       |  |  |                          |  |
|                                 | Eric II di Pomerania-Wolgast | Sofia di Sassonia-Lauenburg       |                                           |  |  |       |  |  |                       |  |  |                          |  |
| Bogislao X di Pomerania         | Eric II di Pomerania-Wolgast |                                   |                                           |  |  |       |  |  |                       |  |  |                          |  |
|                                 |                              | Sofia di Pomerania-Stolp          | Bogislao IX di Pomerania                  |  |  |       |  |  |                       |  |  |                          |  |
|                                 |                              | Sofia di Pomerania-Stolp          | Bogislao IX di Pomerania                  |  |  |       |  |  |                       |  |  |                          |  |
|                                 |                              | Sofia di Pomerania-Stolp          | Maria di Masovia                          |  |  |       |  |  |                       |  |  |                          |  |
| Sofia di Pomerania              |                              | Sofia di Pomerania-Stolp          |                                           |  |  |       |  |  |                       |  |  |                          |  |
|                                 |                              | Casimiro IV di Polonia            | Ladislao II di Polonia                    |  |  |       |  |  |                       |  |  |                          |  |
|                                 |                              | Casimiro IV di Polonia            | Ladislao II di Polonia                    |  |  |       |  |  |                       |  |  |                          |  |
|                                 |                              | Casimiro IV di Polonia            | Sofia Alšėniškė                           |  |  |       |  |  |                       |  |  |                          |  |
| Anna Jagellona                  |                              | Casimiro IV di Polonia            |                                           |  |  |       |  |  |                       |  |  |                          |  |
|                                 |                              | Elisabetta d'Asburgo              | Alberto II d'Asburgo                      |  |  |       |  |  |                       |  |  |                          |  |
|                                 |                              | Elisabetta d'Asburgo              | Alberto II d'Asburgo                      |  |  |       |  |  |                       |  |  |                          |  |
|                                 |                              | Elisabetta d'Asburgo              | Elisabetta di Lussemburgo                 |  |  |       |  |  |                       |  |  |                          |  |
|                                 |                              | Elisabetta d'Asburgo              |                                           |  |  |       |  |  |                       |  |  |                          |  |